# Wangenbourg
Wangenbourg (en allemand Wangenburg) est une ancienne commune du Bas-Rhin ayant également le statut de commune associée.

## Histoire
Wangenbourg et Engenthal se réunissent en 1974 pour former la nouvelle commune de Wangenbourg-Engenthal.

## Politique et administration
| Période                                  | Période | Identité       | Étiquette | Qualité |
| ---------------------------------------- | ------- | -------------- | --------- | ------- |
|                                          |         | Paulette BENTZ |           |         |
| Les données manquantes sont à compléter. |         |                |           |         |

## Démographie
| 1793 | 1851 | 1946 | 1954 | 1962 | 1968 |
| ---- | ---- | ---- | ---- | ---- | ---- |
| 180  | 249  | 219  | 213  | 230  | 215  |

## Héraldique
| Blason de Wangenbourg | Blason  | De gueules au lion d'argent. |
| Blason de Wangenbourg | Détails |                              |